# Emmanuel Bourassin
Emmanuel Bourassin est un historien et écrivain français né le 7 novembre 1930 à Caen et mort le 22 juin 1999 à Paris.
Grand spécialiste du Moyen Âge et de la Renaissance, quatre de ses ouvrages furent récompensés par l'Académie française,.
D'une santé fragile, il s'éteint à l'âge de 68 ans.

## Ouvrages sélectifs
- La cour de France à l’époque féodale, des rois pasteurs aux monarques absolus, Perrin, Paris, 1975[6].
- Jeanne d’Arc, Perrin, Paris, 1977.
- La France anglaise (1415-1453), Tallandier, Paris, 1981[7].
- Philippe le Bon, le Grand Lion des Flandres, Tallandier, Paris, 1983.
- Les Cathares, collection Destins-Lavauzelle, 1984.
- Messire du Guesclin, connétable de France (illustrateur : Lucien Rousselot), Lavauzelle, 1985.
- Les Ducs de Bourgogne, Lavauzelle, 1985.
- Charles IX, Arthaud, 1986.
- Pour comprendre le siècle de la Renaissance, Tallandier, 1990.
- Charles IX : la France divisée par Dieu, In Fine, 1993[8].
- Les Chevaliers : splendeur et crépuscule, 1302-1527, Tallandier, 1995.
- Louis XI : homme d'État privé, Tallandier, 1995.
- Sainte Geneviève, Éditions du Rocher, 1997.
- François Ier : le roi et le mécène, Tallandier, 1997[9].
- Charles d'Orleans : prince des poètes, Éditions du Rocher, 1999.